# شنا با کوسه‌ها
شنا با کوسه‌ها (انگلیسی: Swimming with Sharks) فیلمی در ژانر کمدی-درام به کارگردانی جرج هوانگ است که در سال ۱۹۹۴ منتشر شد. از بازیگران آن می‌توان به کوین اسپیسی، فرانک ویلی، میچل فوربز، بنیسیو دل تورو و روی داترایس اشاره کرد.